# Steve Kanaly
Steve Francis Kanaly (* 14. März 1946 in Burbank, Kalifornien) ist ein US-amerikanischer Schauspieler.

## Leben
Kanaly absolvierte 1964 die Van Nuys High School und diente während des Vietnamkriegs in der U.S. Army als Funker. Eine seiner bekanntesten Rollen war die des Raymond 'Ray' Krebbs in der Fernsehserie Dallas. Ursprünglich sprach er für die Rolle des Bobby Ewing vor.
Seit 1975 ist er mit Brent Power verheiratet und hat zwei Kinder. Er lebt mit seiner Familie auf einer Ranch in Ojai, Kalifornien.

## Filmografie (Auswahl)
- 1972: Das war Roy Bean (The Life and Times of Judge Roy Bean)
- 1973: Jagd auf Dillinger (Dillinger)
- 1973: Mein Name ist Nobody (Il mio nome è Nessuno)
- 1974: Der Killer im Kopf (The Terminal Man)
- 1974: City Monster (Act of Vengeance)
- 1974: Sugarland Express (The Sugarland Express)
- 1975: Der Wind und der Löwe (The Wind and the Lion)
- 1975: Starsky & Hutch (Fernsehserie, Folge Keine Bewährung für den Helfer)
- 1976: Die Sieben-Millionen-Dollar-Frau (The Bionic Woman, Fernsehserie,  eine Folge)
- 1978: Tag der Entscheidung (Big Wednesday)
- 1978–1991: Dallas (Fernsehserie)
- 1979: Drei Engel für Charlie (Charlie’s Angels, Folge Rache an einem Engel)
- 1980–1983: Love Boat (The Love Boat, Fernsehserie, 3 Folgen)
- 1992: Double Trouble – Warte, bis mein Bruder kommt (Double Trouble)
- 1997: Scorpio One – Jenseits der Zukunft (Scorpio One)
- 1998: Dallas – Kampf bis aufs Messer (Dallas: War of the Ewings, Fernsehfilm)
- 1999: Walker, Texas Ranger (Fernsehserie, Folge 8x08 „Bullenreiten“ („Widow Maker“))
- 2012–2014: Dallas (Fernsehserie, 4 Folgen)